# Bangun Sari (Longkib)
Bangun Sari is een bestuurslaag in het regentschap Subulussalam van de provincie Atjeh, Indonesië. Bangun Sari telt 184 inwoners (volkstelling 2010).